# شركة صناعة الآلات الوطنية الصينية
شركة صناعة الآلات الوطنية الصينية (المعروفة أيضًا باسم سينوماك) هي تكتل صيني مع شركات في صناعة الأدوات ومعدات البناء والمعدات الزراعية وبناء البنية التحتية. في مجالين محددين من هندسة البناء، تعد الشركة من بين الأعلى من حيث الإيرادات من المشاريع الدولية. بناءً على تصنيفات 2013 التي تم تجميعها من قبل سجل الأخبار الهندسية ، تعد الشركة ثالث أكبر مقاول لمشاريع الطاقة وثامن أكبر مقاول للمشاريع الصناعية.
إحدى الشركات الفرعية الرئيسية هي مجموعة واي تي أو، وهي في المقام الأول شركة تصنيع للمعدات الزراعية. في مارس 2011، استحوذت مجموعة واي تي أو على شركة ماككورميك فرانس ساس، وهي شركة فرنسية لتصنيع الجرارات، كجزء من إستراتيجية لدخول سوق الجرارات الأوروبية.
شركة فرعية رئيسية أخرى للشركة هي شركة هندسة الماكينات الصينية (CMEC)، وهي مزود للخدمات الهندسية والإنشائية. أعربت الشركة عن اهتمامها ببناء مجمع من 10000 إلى 30.000 فدان من العقارات الصناعية والتجزئة والسكنية في منطقة بويز. وصفت الخطة بأنها تعاون «على إعادة تنشيط القاعدة الصناعية الأمريكية».
في يونيو 2017، أصبحت مجموعة شقيقة خاضعة للتحكم في لجنة مراقبة وإدارة الأصول المملوكة للدولة التابعة لمجلس الدولة الصينية، شركة مجموعة الصين للتكنولوجيا الفائقة (CHTC)، شركة فرعية مملوكة بالكامل لشركة سينوماك من خلال إعادة الهيكلة،  كجزء من خطة لتقليل عدد الشركات التي تسيطر عليها لجنة مراقبة وإدارة الأصول المملوكة للدولة التابعة لمجلس الدولة الصينية بشكل مباشر.

## روابط خارجية
- موقع Sinomach